# Torneo Centroamericano 1980
El Torneo Centroamericano 1980 fue la decimotercera edición del Torneo Centroamericano de la Concacaf, torneo de fútbol a nivel de clubes de Centroamérica y que contó con la participación de 8 equipos de la región. El ganador estaría en la fase final de la Copa de Campeones de la Concacaf 1980.
El Club Pumas de la U.N.A.H. de Honduras fue el campeón del torneo venciendo en la final al CD Marathón también hondureño, mientras que el CSD Comunicaciones de Guatemala, campeón de la edición anterior, quedó en las semifinales.

## Equipos participantes
En cursiva los equipos debutantes en el torneo.
| País                  | Equipo                                |
| --------------------- | ------------------------------------- |
| Honduras 2 cupos      | Club Pumas de la U.N.A.H. CD Marathón |
| El Salvador · 2 cupos | CD Águila CD Santiagueño              |
| Guatemala · 2 cupos   | CSD Comunicaciones CD Cobán Imperial  |
| Costa Rica · 2 cupos  | CS Herediano CS Cartaginés            |

## Cuadro de desarrollo
|  | Cuartos de final  | Cuartos de final | Cuartos de final |   |                   | Semifinales | Semifinales | Semifinales |  |  | Final      | Final | Final |
|  |                   |                  |                  |   |                   |             |             |             |  |  |            |       |       |
|  |                   |                  |                  |   |                   |             |             |             |  |  |            |       |       |
|  | Cobán Imperial    | 2                | 0                |   |                   |             |             |             |  |  |            |       |       |
|  | Pumas UNAH (t.e.) | 1                | 1                |   |                   |             |             |             |  |  |            |       |       |
|  | Pumas UNAH (t.e.) | 1                | 1                |   | Pumas UNAH (t.e.) | 2           | 3           |             |  |  |            |       |       |
|  |                   |                  |                  |   | Pumas UNAH (t.e.) | 2           | 3           |             |  |  |            |       |       |
|  |                   | Santiagueño      | 2                | 1 |                   |             |             |             |  |  |            |       |       |
|  | Santiagueño (w.o) | Santiagueño      | 2                | 1 | -                 | -           |             |             |  |  |            |       |       |
|  | Santiagueño (w.o) |                  |                  |   | -                 | -           |             |             |  |  |            |       |       |
|  | Cartaginés        | -                | -                |   |                   |             |             |             |  |  |            |       |       |
|  |                   |                  |                  |   |                   |             |             |             |  |  | Pumas UNAH | 1     | 0     |
|  |                   |                  | Marathón         | 0 | 0                 |             |             |             |  |  |            |       |       |
|  | Águila            | 0                | 2                |   |                   |             |             |             |  |  |            |       |       |
|  | Comunicaciones    | 2                | 3                |   |                   |             |             |             |  |  |            |       |       |
|  | Comunicaciones    | 2                | 3                |   | Comunicaciones    | 1           | 0           |             |  |  |            |       |       |
|  |                   |                  |                  |   | Comunicaciones    | 1           | 0           |             |  |  |            |       |       |
|  |                   | Marathón         | 1                | 4 |                   |             |             |             |  |  |            |       |       |
|  | Marathón          | Marathón         | 1                | 4 | 3                 | 1           |             |             |  |  |            |       |       |
|  | Marathón          |                  |                  |   | 3                 | 1           |             |             |  |  |            |       |       |
|  | Herediano         | 0                | 3                |   |                   |             |             |             |  |  |            |       |       |

## Cuartos de final

### Pumas UNAH - Cobán Imperial
| 20 de mayo de 1980 | Cobán Imperial                  | 2:1 | Pumas UNAH | Estadio José Ángel Rossi, Cobán |  |
|                    | Condomi · Desconocido ?' (a.g.) |     | Elvir      |                                 |  |

| 11 de junio de 1980 | Pumas UNAH | 1:0 (t. s.)(Global 2:2) | Cobán Imperial | Estadio Nacional, Tegucigalpa |  |
| | Soto       |                         |                |                               |  |
| El Cobán Imperial clasificó por medio de un lanzamiento de moneda, pero después del partido, se retiró del torneo y le cedió su lugar a Pumas UNAH |            |                         |                |                               |  |

### Santiagueño - Cartaginés
| 22 de mayo de 1980 | Santiagueño | w/o | Cartaginés | Estadio Cuscatlán, San Salvador |  |
| La Concacaf descalificó al Cartaginés el 28 de mayo por no haberse presentado a jugar, debido a la situación política peligrosa de El Salvador. |             |     |            |                                 |  |

### Comunicaciones - Águila
| 4 de junio de 1980 | Comunicaciones    | 2:0 | Águila | Estadio Mateo Flores, Ciudad de Guatemala |  |
|                    | Sánchez · Wellman |     |        |                                           |  |

| 15 de junio de 1980 | Águila        | 2:3 (Global 2:5) | Comunicaciones    | Estadio Migueleño, San Miguel |  |
|                     | Desconocido/s |                  | Ramírez · Sánchez |                               |  |

### Marathón - Herediano
| 19 de junio de 1980 | Marathón                       | 3:0 (1:0) | Herediano | Estadio Francisco Morazán, San Pedro Sula |                                 |
|                     | Bernárdez 37' 80' · Bailey 77' |           |           | Árbitro(s): Jorge Mario Ramírez           | Árbitro(s): Jorge Mario Ramírez |

| 25 de junio de 1980 | Herediano                                 | 3:1 (1:1) (Global 3:4) | Marathón  | Estadio Eladio Rosabal Cordero, Heredia |                                  |
|                     | Díaz 45' · Gómez 49' (pen.) · Camacho 90' |                        | Bailey 6' | Árbitro(s): Tomás Herrera García        | Árbitro(s): Tomás Herrera García |

## Semifinales

### Marathón vs Comunicaciones
| 21 de septiembre de 1980 | Comunicaciones | 1:1 (0:0) | Marathón  | Estadio Mateo Flores, Ciudad de Guatemala |  |
|                          | Ramírez 75'    |           | Bueso 51' |                                           |  |

| 24 de septiembre de 1980 | Marathón                               | 4:0 (1:0) (Global 5:1) | Comunicaciones | Estadio Francisco Morazán, San Pedro Sula |  |
|                          | Bailey 48' 85' · Pavón 31' · Bueso 76' |                        |                |                                           |  |

### Pumas UNAH - Santiagueño
| 24 de septiembre de 1980 | Santiagueño                | 2:2 | Pumas UNAH             | Estadio Cuscatlán, San Salvador |  |
|                          | Hernández · Jorge González |     | Bueso · Sambulá (pen.) |                                 |  |

| 28 de septiembre de 1980 | Pumas UNAH                        | 3:1 (0:0; 1:1) (Global 5:3) | Santiagueño               | Estadio Nacional, Tegucigalpa |  |
|                          | Mario López 70' 119' · Bueso 114' |                             | Jorge González 75' (pen.) |                               |  |

## Final

### Ida
| 26 de noviembre de 1980 | Pumas UNAH | 1:0 | Marathón | Estadio Nacional, Tegucigalpa |  |
|                         | Tiburcio   |     |          |                               |  |

### Vuelta
| 29 de noviembre de 1980 | Marathón | 0:0 (Global 0:1) | Pumas UNAH | Estadio Francisco Morazán, San Pedro Sula |  |

## Campeón
Pumas U.N.A.H
Campeón
1° título